# Liste der Nummer-eins-Hits in Kanada (2012)
Diese Liste basiert auf den Canadian Hot 100, einer Auswertung der offiziellen Verkaufs- und Airplaycharts von Kanada im Auftrag des US-amerikanischen Billboard-Magazins.
Es gab in diesem Jahr 17 Nummer-eins-Singles und 32 Nummer-eins-Alben.
| Singles | Alben |
| --- | --- |
| - Rihanna feat. Calvin Harris – We Found Love - 8 Wochen (12. November 2011 – 6. Januar 2012, insgesamt 11 Wochen) - LMFAO – Sexy and I Know It - 2 Wochen (7. Januar – 20. Januar) - Rihanna feat. Calvin Harris – We Found Love - 3 Wochen (21. Januar – 10. Februar, insgesamt 11 Wochen) - Carly Rae Jepsen – Call Me Maybe - 2 Wochen (11. Februar – 24. Februar, insgesamt 4 Wochen) - Madonna feat. Nicki Minaj & M.I.A. – Give Me All Your Luvin’ - 1 Woche (25. Februar – 2. März) - Katy Perry – Part of Me - 1 Woche (3. März – 9. März) - Carly Rae Jepsen – Call Me Maybe - 2 Wochen (10. März – 23. März, insgesamt 4 Wochen) - Flo Rida feat. Sia – Wild Ones - 2 Wochen (24. März – 6. April) - fun. feat. Janelle Monáe – We Are Young - 1 Woche (7. April – 13. April) - Justin Bieber – Boyfriend - 1 Woche (14. April – 20. April) - Gotye feat. Kimbra – Somebody That I Used to Know - 6 Wochen (21. April – 1. Juni) - Maroon 5 feat. Wiz Khalifa – Payphone - 8 Wochen (2. Juni – 27. Juli) - Katy Perry – Wide Awake - 1 Woche (28. Juli – 3. August, insgesamt 3 Wochen) - Flo Rida – Whistle - 2 Wochen (4. August – 17. August) - Katy Perry – Wide Awake - 2 Wochen (18. August – 31. August, insgesamt 3 Wochen) - Taylor Swift – We Are Never Ever Getting Back Together - 1 Woche (1. September – 7. September, insgesamt 4 Wochen) - Owl City & Carly Rae Jepsen – Good Time - 1 Woche (8. September – 14. September) - Taylor Swift – We Are Never Ever Getting Back Together - 3 Wochen (15. September – 5. Oktober, insgesamt 4 Wochen) - Psy – Gangnam Style - 7 Wochen (6. Oktober – 23. November) - Rihanna – Diamonds - 4 Wochen (24. November – 21. Dezember) - Bruno Mars – Locked Out of Heaven - 3 Wochen (22. Dezember 2012 – 11. Januar 2013) | - Michael Bublé – Christmas - 4 Wochen (17. Dezember 2011 – 13. Januar 2012, insgesamt 5 Wochen; → 2011) - Adele – 21 - 5 Wochen (14. Januar – 17. Februar, insgesamt 35 Wochen; → 2011) - Leonard Cohen – Old Ideas - 1 Woche (18. Februar – 24. Februar) - Adele – 21 - 4 Wochen (25. Februar – 23. März, insgesamt 35 Wochen) - Verschiedene Interpreten – Star Académie 2012 - 1 Woche (24. März – 30. März) - One Direction – Up All Night - 1 Woche (31. März – 6. April, insgesamt 2 Wochen) - Lionel Richie – Tuskegee - 1 Woche (7. April – 13. April) - Madonna – MDNA - 1 Woche (14. April – 20. April) - Nicki Minaj – Pink Friday: Roman Reloaded - 1 Woche (21. April – 27. April) - Adele – 21 - 1 Woche (28. April – 4. Mai, insgesamt 35 Wochen) - Jason Mraz – Love Is a Four Letter Word - 1 Woche (5. Mai – 11. Mai) - Jack White – Blunderbuss - 1 Woche (12. Mai – 18. Mai) - Carrie Underwood – Blown Away - 1 Woche (19. Mai – 25. Mai) - Adele – 21 - 1 Woche (26. Mai – 1. Juni, insgesamt 35 Wochen) - Adam Lambert – Trespassing - 1 Woche (2. Juni – 8. Juni) - John Mayer – Born and Raised - 2 Wochen (9. Juni – 22. Juni) - Adele – 21 - 1 Woche (23. Juni – 29. Juni, insgesamt 35 Wochen) - Rush – Clockwork Angels - 1 Woche (30. Juni – 6. Juli) - Justin Bieber – Believe - 1 Woche (7. Juli – 13. Juli, insgesamt 2 Wochen) - Linkin Park – Living Things - 1 Woche (14. Juli – 20. Juli) - Flo Rida – Wild Ones - 1 Woche (21. Juli – 27. Juli, insgesamt 2 Wochen) - Zac Brown Band – Uncaged - 1 Woche (28. Juli – 3. August) - Flo Rida – Wild Ones - 1 Woche (4. August – 10. August, insgesamt 2 Wochen) - One Direction – Up All Night - 1 Woche (11. August – 17. August, insgesamt 2 Wochen) - Rick Ross – God Forgives, I Don’t - 1 Woche (18. August – 24. August) - Justin Bieber – Believe - 1 Woche (25. August – 31. August, insgesamt 2 Wochen) - Corb Lund – Cabin Fever - 1 Woche (1. September – 7. September) - Owl City – The Midsummer Station - 1 Woche (8. September – 14. September) - Alanis Morissette – Havoc and Bright Lights - 1 Woche (15. September – 21. September) - The Sheepdogs – The Sheepdogs - 1 Woche (22. September – 28. September) - Billy Talent – Dead Silence - 1 Woche (29. September – 5. Oktober) - Pink – The Truth About Love - 1 Woche (6. Oktober – 12. Oktober) - Mumford & Sons – Babel - 3 Wochen (13. Oktober – 2. November, insgesamt 4 Wochen) - Jason Aldean – Night Train - 1 Woche (3. November – 9. November) - Taylor Swift – Red - 2 Wochen (10. November – 23. November) - Céline Dion – Sans attendre - 1 Woche (24. November – 30. November) - One Direction – Take Me Home - 1 Woche (1. Dezember – 7. Dezember, insgesamt 2 Wochen) - Rihanna – Unapologetic - 1 Woche (8. Dezember – 14. Dezember) - Rod Stewart – Merry Christmas, Baby - 3 Wochen (15. Dezember 2012 – 4. Januar 2013) |